# Els Castellots (la Llacuna)
Els Castellots és una obra de la Llacuna (Anoia) declarada bé cultural d'interès nacional.

## Descripció
Casa fortificada. Ruïnes notables prop de les Vilates. Obra medieval. És un mas fortificat. Les cases són les típiques de la zona: de pedres amb sostre a una vessant i a dos aigües, de teules. Té moltes edificacions i un gran pati d'entrada.

## Història
És tradició que en aquesta casa hi habità la que havia de ser santa Maria de Cervelló (Barcelona 1230-1290) fundadora i primera superior a de les mercedàries. Fins a final del segle passat aquesta masia es coneixia per cal Martí del Bosc, segurament per diferenciar-la de la casa mare de mas Martí. Era una casa fortificada que formava part de la quadra de Vilademàger, que almenys durant una època formava part del castell de Rocamora.